# ال‌جی وی‌ایکس۱۱۰۰۰
ال‌جی وی‌ایکس۱۱۰۰۰ (به انگلیسی: LG enV Touch (VX11000))، یک‌نمونه از گوشی‌های تلفن همراه سری وریزون مدل‌های سی‌دی‌ام‌آ (به انگلیسی: Verizon CDMA Models (VX)) شرکت ال‌جی الکترونیکس می‌باشد که توسط همین شرکت به بازار عرضه شده‌است. 